# Ингён-ванху
Ингён-ванху́ (인경왕후 김씨; 25 октября 1661 — 16 декабря 1680) — чосонская королева-консорт, первая жена чосонского вана Сукчона из династии Ли. Личное имя — Ким Окхе́ (김옥혜, 金玉惠), она происходила из семьи Ким, из клана Квансан Ким. Ингён — её посмертное имя. Она была королевой-консортом с 1674 года до своей смерти в 1680 году.

## Жизнеописание
Будущая королева родилась 25 октября 1661 года во время правления короля Хёнджона. Её звали Ким Окхе (김옥혜, 金玉惠).
Её отцом был Ким Манги из рода Квансан Ким, а мать происходила из клана Чхонджу Хан. Ким Чан Сэн — её прапрадедушка, а Ким Джиб — её прадедушка по отцу. Она также является двоюродной сестрой в третьем колене для королевы Инсон.
В возрасте 10 лет её выдали замуж за единственного сына Хёнджона — наследного принца Мёнбо, что дало ей право стать наследной принцессой-консортом (왕세자빈). В 1674 году её муж взошёл на престол как 19-й монарх Чосона (храмовое имя — Сукчон), и она стала королевой-консортом.
В 1677 году она родила дочь, которая умерла через год, 13 марта 1678 года. В 1679 году королева родила ещё одну дочь, которая умерла через день. Летом 1680 года королева была беременна, но у неё случился выкидыш.
8 декабря 1680 года в возрасте 19 лет она заболела оспой, и она умерла через 8 дней во дворце Кёндок (ныне известном как дворец Кёнхигун). Она похоронена в Икрыне (익릉), провинция Кёнгидо.

## Семья

### Родители

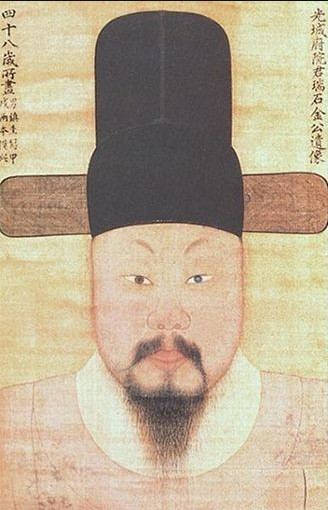
Отец Ким Манги, одна из ключевых фигур политической фракции западных Соин (서인; 庶人). Старший брат Ким Ман Джуна - крупного неоконфуцианского поэта, писателя, учёного и политика.

- Отец — Ким Манги (김만기, 金萬基) (1633 — 15 марта 1687)
  - Дедушка — Ким Икгём (김익겸, 金益兼) (1614 — 16 февраля 1637)
  - Бабушка — госпожа Юн из клана Хэпён Юн (정경부인 해평 윤씨, 貞敬夫人 海平 尹氏) (1617—1689)[6]
    - Прадед — Ким Бан (김반, 金槃) (1580—1640)[7]
    - Прабабушка — госпожа Со из клана Ёнсан Со (증 정경부인 연산 서씨, 贈 貞敬夫人 連山 徐氏) (1590—1637); вторая жена Ким Бана
      - Пра-пра-дедушка — Ким Чансен (김장생, 金長生) (8 августа 1548 г. — 3 августа 1631 г.)[8]
      - Пра-пра-бабушка — госпожа Джо из клана Чаннён Джо (증 정경부인 창녕 조씨, 贈 貞敬夫人 昌寧 曺氏) (1551—1586); первая жена Ким Чансена
        - Прапрапрадедушка — Ким Гехви (김계휘, 金繼輝) (1526—1582)[9]
        - Прапрапрабабушка — госпожа Шин из клана Пхёнсан Шин (정부인 평산 신씨, 貞夫人 平山申氏) (1533—1618)
          - Пра-пра-пра-прадедушка — Ким Хо (김호, 金鎬)
          - Прапрапрапрабабушка — госпожа Ли из клана Чонхый Ли (전의 이씨)
            - Пра-пра-пра-пра-прадедушка — Ким Ченъюн (김종윤, 金宗胤)
- Дядя — Ким Манчжун (김만중, 金萬重) (6 марта 1637 — 14 июня 1692)
- Тётя — госпожа Ли из клана Ёнан Ли (정경부인 연안 이씨, 貞敬夫人 延安 李氏) (1639—1705)
  - Кузен — Ким Джин Хва (김진화, 金鎭華) (1655—1694)[10]
  - Кузина — госпожа Ким из клана Гвансан Ким (정경부인 광산 김씨, 貞敬夫人 光山 金氏) (1657—1736)
- Мать — Внутренняя принцесса-консорт Совон из клана Чхонджу Хан (서원부부인 청주 한씨, 西原府夫人 淸州 韓氏) (1634—1720)
  - Дедушка — Хан Юрян (1603—1656) (한유량, 韓有良)
  - Бабушка — госпожа Ли из клана Токсу Ли (덕수 이씨, 德水 李氏) (1605—1684)

### Братья и сестры
- Старший брат — Ким Чжингу (김진구, 金鎭龜) (1651—1704)
  - Невестка — госпожа Ли из клана Хансан Ли (정경부인 한산 이씨, 貞敬夫人 韓山 李氏) (1651—1721)
    - Племянник — Ким Чун Тхэк (김춘택, 金春澤) (1670—1717)
      - Жена племянника — госпожа Ли из клана Вансан Ли (완산 이씨, 完山 李氏)
        - Внучатый племянник — Ким Докчжэ (김덕재, 金德材)
          - Правнучатый племянник — Ким Дучу (김두추, 金斗秋)
            - Праправнучатая племянница — госпожа Ким из клана Гвансан Ким
              - Муж праправнучатой племянницы — Ли Гыкгван (이극광)

            - Праправнучатая племянница — госпожа Ким из клана Гвансан Ким
              - Муж праправнучатой племянницы — Ли Хонджи (이홍지)

        - Внучатая племянница — госпожа Ким из клана Гвансан Ким.
          - Муж внучатой племянницы — Сон Чжонсан (송정상)

        - Внучатая племянница — госпожа Ким из клана Гвансан Ким.
          - Муж внучатой племянницы — Хо Уэ (허우에)

        - Внучатая племянница — госпожа Ким из клана Гвансан Ким.
          - Муж внучатой племянницы — Сон Джинсан (송진상)
- Старший брат — Ким Чжингю (김진규, 金鎭圭) (1658—1716)
  - Невестка — госпожа Ли из клана Токсу Ли (정경부인 덕수 이씨, 貞敬夫人 德水 李氏) (1657—1701)[11]
  - Невестка — госпожа Чон из клана Ёнъиль Чон (정경부인 연일 정씨, 貞敬夫人 延日 鄭氏) (1691—1718)
    - Племянник — Ким Ёнтхэк (김연택, 星延澤)
    - Племянник — Ким Янтэк (김양택, 金陽澤) (1712—1776)
- Младший брат — Ким Джин Со (김진서, 金鎭瑞) (1663—1712)
  - Невестка — госпожа Чан из клана Токсу Чан (덕수 장씨, 德水 張氏)[12]
- Младший брат — Ким Джинбу (김진부, 金鎭符) (1676—1693)
- Младшая сестра — Ким Ханхе (김한혜, 金漢惠), госпожа Ким из клана Гвансан Ким.
  - Шурин — Чон Ёнджин (정언진)
- Младшая сестра — Ким Бокхе (김복혜, 金福惠), госпожа Ким из клана Гвансан Ким.
  - Шурин — Ли Джусин (이주신, 李舟臣) из клана Ёнан Ли (연안 이씨)
    - Племянник — Ли Чхонбо (이천보, 李天輔) (1698—1761)
      - Жена племянника — госпожа Сон из клана Ынджин Сон (은진 송씨); дочь Сон Сан Ю (송상유)
        - Внучатый племянник — Ли Мунвон (이문원, 李文源)
          - Жена внучатого племянника — госпожа Сим из клана Чхонсон Сим (청송 심씨)[13]
            - Правнучатый племянник — Сим Джонсу (이존수, 李存秀) (5 июня 1772 г. — 14 октября 1829 г.)

        - Внучатая племянница — госпожа Ли из клана Ёнан Ли.
          - Муж внучатой племянницы — Чо Гён (조경, 趙絅)

        - Внучатая племянница — госпожа Ли из клана Ёнан Ли.
          - Муж внучатой племянницы — О Чжэсун (오재순, 吳載純) (1727—1792)[14]
            - Правнучатый племянник — О Хыйсан (오희상, 吳煕常) (1763—1833)[15]
            - Правнучатый племянник — О Ёнсан (오연상, 吳淵常) (1765—1821)

        - Внучатая племянница — госпожа Ли из клана Ёнан Ли.
          - Муж внучатой племянницы — Со Юбан (서유방, 徐有防)

    - Племянница — госпожа Ли из клана Ёнан Ли
      - Муж племянницы — Сим Саджу (심사주, 沈師周)[16]

### Супруг
- Муж — Ли Сун, ван Сукчон (7 октября 1661 — 12 июля 1720) (조선 숙종)
  - Безымянная дочь (27 апреля 1677 г. — 13 марта 1678 г.)
  - Безымянная дочь (23 октября 1679 г. — 24 октября 1679 г.)
  - Безымянный ребёнок (22 июля 1680 г.); выкидыш

## Полное посмертное имя
- Кваннёль Хёджан Мёнхён Сонмок Хесон Суный Ингён Ванху
- 광렬효장명현선목혜성순의인경왕후
- 光烈孝莊明顯宣穆惠聖純懿仁敬王后

## В искусстве
Роль королевы Ингён сыграли южнокорейские актрисы:
- Джу Чонню в фильме 1961 года «Чан Хвибин».
- Пак Сунчон в сериале MBC 1988 года «500 лет Чосона: Королева Инхён».
- Са Миджа и Чан Хесук в сериале SBS 1995 года «Чан Хибин».
- Ким Хаын в сериале SBS 2013 года «Чан Окчжон, Жизнь любовью».